# Lucas Makowsky
Lucas Makowsky (n. 30 mai 1987, Regina, Saskatchewan, Canada) este un patinator de viteză ce a reprezentat Canada, medaliat olimpic. A participat la 2 ediții ale Jocurilor Olimpice (2010, 2014) în care a câștigat o medalie de aur.